# Madou Plaza
Madou Plaza je neboder u Bruxellesu, koji se nalazi na području općine Saint-Josse-ten-Noode (Sint-Joost-ten-Node). Gradnja je započela 1963., a dovršena 1965. godine. Zgrada je potpuno renovirana početkom 2000-ih, nakon što ju je kupila Europska komisija. Za vrijeme renovacije, visina nebodera je povišena s 112 m na 120 metara, a površina uredskog prostora povećana je za 10.000m².
Od 2007., u Madouu su smješteni Glavna uprava za komunikacije, Glavna uprava za informatiku, Glavna uprava za obrazovanje i kulturu, te Izvršna agencija za konkurentnost i inovacije.

## Vanjske poveznice
- Madou Plaza, Emporis